# هربرت تیلور مکفرسون
هربرت تیلور مکفرسون (انگلیسی: Herbert Macpherson؛ ۲۲ ژانویه ۱۸۲۷ – ۲۰ اکتبر ۱۸۸۶) فرد نظامی اهل پادشاهی متحد بریتانیای کبیر و ایرلند بود. وی همچنین برندهٔ جوایزی همچون نشان حمام شده‌است.